# Хиерий (консул 427 г.)
Флавий Хиерий (на латински: Flavius Hierius; floruit 425 – 432) е политик на Източната Римска империя през 5 век.
Хиерий е преториански префект на Изтока първо от 425 до 428 г. и след това през 432 г. През 427 г. е консул заедно Флавий Ардабур.
Той възстановява термите на Константин (или „на Теодосий“) през 427 г.